# Lycaena juncta
Lycaena juncta är en fjärilsart som beskrevs av Tutt 1906. Lycaena juncta ingår i släktet Lycaena och familjen juvelvingar. Inga underarter finns listade i Catalogue of Life.